# Fabricio Ferrari
Fabricio Ferrari Barcelo (* 3. Juni 1985 in Santa Lucía) ist ein ehemaliger uruguayischer Radrennfahrer.

## Sportliche Laufbahn
Fabricio Ferrari wurde 2002 Uruguayischer Meister im Einzelzeitfahren. Ferrari, der seit ca. 2005 in Spanien lebt, gewann 2005 die zweite Etappe bei der Vuelta Ciclista del Uruguay. Bei den Panamerikameisterschaften im argentinischen Mar del Plata gewann er im Einzelzeitfahren der U23-Klasse die Bronzemedaille.
Ab der Saison 2010 fuhr Ferrari für das UCI Professional Continental Team Caja Rural und war damit 2016 das Teammitglied mit der längsten Zugehörigkeit, ein „Überlebender“, wie eine spanische Radsport-Webseite schrieb. In diesem Interview erklärte Ferrari, er könne sich nicht an seinen letzten Sieg erinnern, aber sei weiterhin entschlossen, als Helfer seine Mannschaft zu unterstützen. Für Caja Rural startete er bei der Vuelta a España und belegte Platz 121 in der Gesamtwertung, bei seinem Start 2017 wurde er 56.
2019 wechselte Ferrari zum portugiesischen UCI Continental Team Efapel und beendete nach Ende der Saison 2020 seine Radsportlaufbahn beim chinesischen SSOIS Miogee Cycling Team.

## Erfolge
2002
- Uruguayischer Meister – Einzelzeitfahren

2005
- eine Etappe Vuelta Ciclista del Uruguay
- Panamerikameisterschaft – Einzelzeitfahren (U23)

## Grand-Tour-Platzierungen
| Grand Tour            | 2013 | 2014 | 2015 | 2016 | 2017 | 2018 |
| --------------------- | ---- | ---- | ---- | ---- | ---- | ---- |
| Giro d’ItaliaGiro     | –    | –    | –    | –    | –    | –    |
| Tour de FranceTour    | –    | –    | –    | –    | –    | –    |
| Vuelta a EspañaVuelta | 121  | –    | –    | –    | 56   | –    |